# Sakura (álbum)
Sakura es el álbum de estudio debut del cantante español Saiko. Fue publicado el 26 de abril de 2024. Contiene 16 sencillos, entre ellos colaboraciones con artistas como Bryant Myers, Dei V, Dellafuente, JC Reyes, J Balvin y Mora, entre otros.

## Lanzamiento
El tracklist de Sakura fue anunciado el 17 de abril de 2024 a través de las redes sociales de Saiko, el mismo día en el que fue publicado el videoclip de «Yo lo soñé», junto a Omar Montes, uno de los nuevos temas del álbum.
Sakura fue finalmente lanzado el 26 de abril de 2024.
Para la presentación del disco, Saiko realizó un directo en YouTube desde la Alhambra de Granada junto al streamer colombiano Westcol, para después realizar un evento público en el Palacio de los Congresos de Granada junto a personalidades de Internet como Papi Gavi o Las Verdunch.
Simultáneamente, los videoclips y visualizers de Sakura fueron proyectados en varias salas de cines Kinépolis en localidades de todo el país.
De las 16 canciones del álbum, 7 son colaboraciones con otros artistas, tanto nacionales como internacionales. También cuenta con la colaboración de importantes productores musicales como Sky Rompiendo o Caleb Calloway en 3 de los temas. Además de las canciones publicadas junto al disco, Saiko incluyó en Sakura dos sencillos lanzados anteriormente al álbum: «Supernova» y «Polaris remix», en colaboración con Quevedo, Feid y Mora, siendo este último su tema más popular de todo el 2023.
Sakura combina una gran variedad de estilos: desde el trap de «Badgyal» y «Eskeleto» al uso de música electrónica en «Supernova» y «Polaris remix». 
Varios de sus temas están influenciados por otras canciones. Algunos ejemplos son: «Yo lo soñé», que mezcla rap con música mariachi utilizando parte de la letra de «Canción del mariachi» de Antonio Banderas; «Tres caídas» que utiliza de base parte de la marcha de Semana Santa «El alma de Triana» de la Hermandad de la Esperanza de Triana o el caso más conocido: «Supernova», que se popularizó rápidamente por tener el estribillo de la canción «Un violinista en tu tejado» de Melendi.

## Listado de canciones
| N.º | Título                                       | Duración |  |
| 1.  | «3 Caídas»                                   | 4:12     |  |
| 2.  | «Luna» (con Dellafuente)                     | 4:01     |  |
| 3.  | «Boreal» (con Sky Rompiendo)                 | 2:45     |  |
| 4.  | «Hey BB»                                     | 2:44     |  |
| 5.  | «Yo lo soñé» (con Omar Montes)               | 2:55     |  |
| 6.  | «Polaris - remix» (con Feid, Quevedo y Mora) | 4:48     |  |
| 7.  | «Como suenan las estrellas»                  | 2:19     |  |
| 8.  | «Cometa Halley» (con J Balvin)               | 3:51     |  |
| 9.  | «Número telefónico» (con Mora)               | 3:10     |  |
| 10. | «Supernova»                                  | 3:11     |  |
| 11. | «La Rijana» (con Caleb Calloway)             | 2:17     |  |
| 12. | «Eskeleto» (con Bryant Myers)                | 4:40     |  |
| 13. | «Badgyal» (con JC Reyes y Dei V)             | 4:14     |  |
| 14. | «Finales de Agosto»                          | 2:57     |  |
| 15. | «Nana del hilo rojo» (con Sky Rompiendo)     | 2:44     |  |
| 16. | «Ángel de la guarda (póstumo)»               | 3:48     |  |

## Antecedentes
A principios de 2022, Saiko (cantante) lanzó varios sencillos pensados para formar parte del que sería su primer disco, Sakura. Se encontraba trabajando con la discográfica Macuto Music, con la que tenía un contrato de 10 canciones, pero decidió sacar temas independientes como «BB;(» o «Jordan I», en colaboración con Quevedo, en lugar de continuar con el desarrollo de Sakura, ya que pensaba que en ese momento no conseguiría suficiente reconocimiento, por lo que descartó temporalmente continuar trabajando en su disco.
Durante el 2022 lanzó su sencillo «Polaris», tema que le valió el disco de oro y le ayudó a ganar reconocimiento. No fue hasta abril de 2023 cuando llegó al número uno en tendencias con «Supernova», con 13 millones de streams en Spotify en 2 semanas. Le siguieron temas como «Polaris remix» y «Reina», junto a Mora, liderando las tendencias durante el verano de 2023.
En junio de 2023, Saiko explicó en el podcast Club 113 que retomaría su disco Sakura ese mismo año, pero esperaría a que terminase su gira de conciertos por España de ese verano y a que su estudio en Granada estuviese terminado, por lo que no grabaría nada hasta septiembre.
Entre el 14 y el 22 de diciembre del mismo año, Saiko lanzó 7 temas que conforman su EP “Saliendo del planeta”. Contiene colaboraciones con Yandel, Polimá Westcoast, Justin Quiles y Raul Clyde y fue publicado como un adelanto de Sakura. Varios temas del EP hacen referencias al lanzamiento del disco. Por ejemplo, al final de «Siempre vas a volver», junto a Polimá Westcoast, se escucha una voz robótica diciendo “Estimated time of arrival to Sakura: 5 months” (Tiempo estimado de llegada a Sakura: 5 meses), lo que anunciaba la fecha en la que saldría el disco.